# Joseph Yapo Aké
Joseph Yapo Aké (ur. 11 kwietnia 1951 w Memni) – duchowny katolicki z Wybrzeża Kości Słoniowej, arcybiskup Gagnoa od 2008 do 2023. 

## Życiorys
Święcenia kapłańskie przyjął 9 lipca 1978 roku. Był m.in. profesorem niższego seminarium w Bingerville (1978-1985), proboszczem parafii św. Teresy w Abidżanie (1990-1994), wykładowcą Pisma Świętego (1991-1994) i języków biblijnych (1998-2001) w Katolickim Instytucie Afryki Zachodniej w tymże mieście, a także sekretarzem generalnym Konferencji Episkopatu Wybrzeża Kości Słoniowej (1994-1997).

### Episkopat
15 maja 2001 roku został mianowany przez papieża Jana Pawła II biskupem pomocniczym Abidżanu z tytularną stolicą Castellum Tatroportus. Sakry biskupiej udzielił mu w dniu 2 września 2001 roku ówczesny arcybiskup Abidżanu - Bernard Agré. W dniu 21 lipca 2006 roku został mianowany przez papieża Benedykta XVI biskupem Jamusukro. Urząd objął w dniu 23 września 2006 roku. W dniu 22 listopada 2008 roku ten sam papież mianował go arcybiskupem Gagnoa.
W latach 2008–2011 pełnił funkcję przewodniczącego Konferencji Episkopatu Wybrzeża Kości Słoniowej.
4 października 2023 papież Franciszek przyjął jego rezygnację z funkcji arcybiskupa Gagnoa.